# Artiom
Artiom é uma cidade da Rússia, no Krai do Litoral.
A cidade é localizada perto das baías de Amur e de Ussuri. Tem o seu nome em honra de bolchevique Fedir Sergeev. 